# Transfer Trachea Reverberations from Point: False Omniscient
Albums de The End
Within Dividia
(2004)
Transfer Trachea Reverberations from Point: False Omniscient est le premier EP du groupe de Metalcore/Mathcore Canadien The End.
L'album est sorti le 4 septembre 2002 sous le label Relapse Records.

## Liste des titres
1. Her (Inamorata) – 2:43
2. Opalescence. I – 2:38
3. Opalescence. II – 2:52
4. The Asphyxiation Of Lisa-Claire – 4:16
5. For Mankind, Limited Renewal – 2:00
6. Sonnet – 3:54
7. Entirety In Infancy – 3:42